# قول اردوی ۲۰۳ تندر
قول اردوی ۲۰۳ ظفر یا سپاه ۲۰۳ تشکیلاتی در سطح سپاه/قول اردو در اردوی ملی افغانستان می‌باشد که در سال ۲۰۰۴ ساخته شده‌است. ستاد این قول اردو، کمپ تندر واقع در شهر گردیز، ولایت پکتیا می‌باشد که مسئولیت تامین امنیت زون جنوب شرق را برعهده دارد. فرماندهی این قول اردو برعهده برید جنرال عرب خان‌الله شجاع می‌باشد. کندک اول این قول اردو در خوست، کندک دوم در شرن و کندک سوم آن در غزنی مستقر است.